# Aanvangsstabiliteit

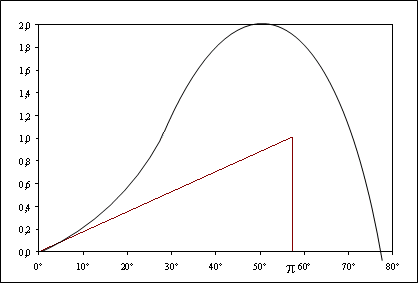
De aanvangstabiliteit is uitgezet bij 1 radiaal. De stabiliteitskromme volgt deze rechte lijn tot ongeveer 4-7°

De aanvangsstabiliteit van een schip is de stabiliteit van een vrijwel rechtliggend schip. Dat houdt in dat, afhankelijk van de scheepsvorm, de hellingshoek niet meer dan ongeveer 4–7° bedraagt. In dat geval ligt het scheepszwaartepunt  vrijwel in het vlak van kiel en stevens, en kan worden volstaan met relatief eenvoudige stabiliteitsberekeningen. De stabiliteit is het vermogen van het schip om terug te keren naar zijn initiële evenwichtspositie, wat bepaald wordt door het moment dat gecreëerd wordt door de afstand {\displaystyle GM_{0}} tussen het scheepszwaartepunt {\displaystyle G} en het metacentrum {\displaystyle M_{0}}.
De aanvangsstabiliteit van een schip bepaalt hoe, bij vlak water en een kleine inclinatiehoek, het schip zal reageren als het uit balans wordt gebracht door een uitwendige kracht. Het schip kan zich in een stabiele, neutrale of onstabiele toestand bevinden.
Stabiel
In een stabiele begintoestand keert het schip, nadat het uit balans gebracht is, rechtop terug. 
Neutraal
In een neutrale begintoestand komt het schip, nadat het uit balans gebracht is, tot rust in de positie waarin het zich bevindt. 
Onstabiel
In een onstabiele begintoestand blijft het schip doorhellen, nadat het uit balans gebracht is.